# Живојин Перић
Живојин Перић (Стублине, 3. јануар 1868 — Оберурнен, Швајцарска, 12. септембар 1953) био је српски правник, политичар, дописни члан САНУ. Био је члан Напредне странке. Из политике се повукао 1919.

## Биографија
Живојин Перић је рођен у врло богатој задружној породици у Кнежевини Србији. Основну школу је започео у родним Стублинама код Уба, а завршио је у Обреновцу. Започео је гимназију у Ваљеву, а завршио је у Београду. Факултет правних наука завршио је 1891. г. у Паризу. У државној служби је био запослен од 13. 01. 1893. г., прво у Министарству Финансија, па у Министарству спољњих послова. Судску каријеру започиње у београдском првостепеном Варошком суду најпре као писар а потом као судија. Заједно са тадашњим председником Варошког суда и пријатељем Василијем Симићем допринео је реформи ове институције. Са места секретара у Министарству правде Краљевине Србије биће изабран најпре за ванредног професора грађанског судског поступка и међународног приватног права у Великој школи а 01. 04. 1901. г. за редовног професора на истој катедри. Од 04.03.1905, редован је професор грађанског права на Универзитету у Београду.
Слободан Јовановић је био професор и ментор Перићу и за њега је имао многе речи хвале. Ђорђе Тасић је био ученик а касније и колега Живојина Перића.
Уз Андру Ђорђевића, Живојин Перић је био водећи и многострук правни писац из области грађанског права, грађанског судског поступка, међународног приватног права, јавног права и коначно филозофије права.
Перић је био и аутор бројних правних расправа и чланака у бројним српским, југословенским и иностраним стручним часописима.
Од 1908. г. до 1919. г. активно је учествовао у политичком животу Краљевине Србије.
По њему је названа основна школа у Обреновцу.

## Одликовања и признања
- Орден Светог Саве V и III реда
- Орден Књаза Данила Првог трећег степена
- Медаља за успомену четрдесетогодишњице велике Светоандрејске скупштине и признања заслуга стечених за Дом Обреновића
- Медаља I степена румунског Министарства трговине и индустрије
- Медаља и диплома Универзитета Коменског у Братислави[4]

## Дела
Аутор је великог броја дела из правне тематике и то:
- "Задружно право", I и II (1920)
- "О уговору о продаји и куповини" I, II, III, (1920—1921)
- "О сукобу закона у међународном приватном праву" (1926)
- "Границе судске власти" (1899)
- "О попису за извршење одлука судских", (1902)
- "О првенственом праву наплате између државе и хипотекарних поверилаца" (1901)
- "Један поглед на еволуционистичку правну школу" (1907)
- "О школама у праву" (1921)
- "Приватно право" (1912)
- "Принципи стечених права" (1920)
- "Политичке студије" (1908)
- "Грађански судски поступак" I, (1912), коаутор са Драгољубом Аранђеловићем

## Чланства и почасна звања
- Дописни члан Српске Краљевске Академије наука;
- Члан друштва за упоредно право Француске, Немачке и Енглеске;
- Члан удружења за приватно право (председник) Краљевине СХС, тј. Краљевине Југославије;
- Члан Југословенског удружења за међународно право (председник);
- Члан Удружења за упоредно право (председник) Краљевине СХС, тј. Краљевине Југославије;
- Члан Удружења правника Краљевине СХС, тј. Краљевине Југославије;
- Члан Криминалистичког удружења Краљевине СХС;
- Члан Историјског друштва, Београд;
- Члан Удружења Ваљеваца и Ваљевки у Београду;
- Члан Правничког друштва, Загреб;
- Члан Друштва „Правник”, Љубљана;
- Члан Православног братства Св. Саве;
- Члан Друштва за упоредно законодавство, Париз (почасни члан);
- Почасни доктор Правног факултета у Лиону;
- Почасни доктор Правног факултета у Београду;
- Председник Надзорног одбора удружења правника Југославије;
- Председник Сталног правничког одбора при Врховном државном правобранилаштву Југославије;
- Почасни грађанин града Оберурнена, Швајцарска;
- Члан Друштва пријатеља Универзитета у Лиону;
- Члан Међународног удружења за правну и привредну филозофију, Берлин;
- Члан Међународног удружења за правну и социјалну филозофију;
- Члан Међународног удружења за уједначавање правне науке и народне економије;
- Члан Белгијског института за упоредно право, Брисел;
- Члан Међународног института за социологију, Париз;
- Члан Немачко-југословенског друштва за унапређење културног и привредног зближавања, Берлин.[5]